# Итал-чу
Итал-чу — небольшой башенный посёлок XIV—XVII вв. в западной части Малхистинского ущелья, на отвесном склоне левого берега реки Мешехи.

## Описание
В поселении сохранилась боевая башня, имеющая прямоугольное основание 3,7 × 4,1 м, высота пять этажей, и вероятно, пирамидальную кровлю, ныне утерянную. Вход в башню, ведущий сразу на второй этаж, устроен в фасадной южной стене, ярус перекрыт квадратным ложным сводом. Третий и четвёртый этажи имеют окна, смотрящие на юг, а с севера — вертикальные щелевидные бойницы. Завершают конструкцию классические балкончики-машикули. Вблизи башни сохранились руины жилых башен и останки каменной ограды. Высота над уровнем моря около 1500 метров. Состав: 4 башни (1 боевая, 3 жилых).